# Maomé ibne Tugueje Iquíxida
Abu Becre, Abubacar, Abacar ou Abubequer Maomé ibne Tugueje ibne Jufe ibne Iltaquim ibne Furane ibne Furi ibne Cacane (Abū Bakr Muḥammad ibn Ṭugj ibn Juff ibn Yiltakīn ibn Fūrān ibn Fūrī ibn Khāqān; Bagdá, 8 de fevereiro de 882 – Damasco, 24 de julho de 946), melhor conhecido pelo título de iquíxida (em árabe: الإخشيد), foi um comandante abássida e governador que tornou-se o governante autônomo do Egito e partes da Síria (ou Levante) de 935 até sua morte em 946. Foi o fundador do Reino Iquíxida, que controlou a região até a conquista fatímida de 969. O filho de Tugueje ibne Jufe, um general originário da Transoxiana que serviu o Califado Abássida e os governantes tulúnidas autônomos do Egito e Síria, Maomé ibne Tugueje nasceu em Bagdá mas cresceu na Síria e adquiriu suas primeiras experiências militares e administrativas ao lado de seu pai.
Ele teve uma carreira inicial turbulenta: foi preso junto com seu pai pelos abássidas em 905, foi libertado e 906, participou no assassinato do vizir Alabas ibne Haçane de Jarjaraia em 908, e fugiu do Iraque para entrar em serviço do governador do Egito, Taquim, o Cazar. Posteriormente adquiriu o patrocínio de vários magnatas abássidas influentes, principalmente o poderoso comandante-em-chefe Munis Almuzafar. Estes laços levaram-no a ser nomeado governador primeiro da Palestina e então de Damasco. Em 933, foi brevemente nomeado governador do Egito, mas esta ordem foi revogada após a morte de Munis, e ibne Tugueje teve de fugir para preservar seu governo de Damasco. Em 935, foi renomeado para o Egito, onde rapidamente derrotou uma invasão fatímida e estabilizou o país turbulento. Seu reinado marca um período raro de paz doméstica, estabilidade e bom governo nos anais do começo do Egito islâmico.
Em 938, o califa Arradi (r. 934–940) conferiu seu pedido para o título de iquíxida, que foi utilizado pelos governantes de seu ancestral Vale de Fergana. É por este título que ele foi conhecido depois disso. Ao longo de seu governo, Iquíxida esteve envolvido em conflito com outros poderosos regionais pelo controle da Síria, sem o qual o Egito era vulnerável a invasões no Oriente, mas diferente de muitos outros líderes egípcios, notadamente os tulúnidas, estava preparado para esperar pelo tempo certo e comprometer-se com seus rivais. Embora estivesse inicialmente em controle da Síria inteira, foi forçado a ceder a metade norte para ibne Raique entre 939 e 942. 
Após a morte de ibne Raique, iquíxida reimpôs seu controle sobre a região, apenas para tê-la ameaçada pelos hamadânidas. Em 944, iquíxida encontrou o califa Almutaqui em Raca; o califa havia fugido para lá dos vários homens fortes que estavam competindo para sequestrá-lo e para tomar o controle do governo califal em Bagdá. Embora sem sucesso em persuadir o califa a ir para o Egito, recebeu reconhecido como governador hereditário do Egito, Síria e Hejaz por 30 anos. Após sua partida, o ambicioso príncipe hamadânida Ceife Adaulá tomou Alepo e o norte da Síria no outono de 944, e embora derrotado e removido da Síria por ibne Tugueje no ano seguinte, uma trégua dividindo a região entre as linhas do acordo com ibne Raique foi concluído em outubro. Ibne Tugueje morreu nove meses depois, deixando seu filho Unujur como governante de seus domínios, sob a tutela do poderoso eunuco negro Abul Misque Cafur.

## Origem e infância

Domínios tulúnidas em 893

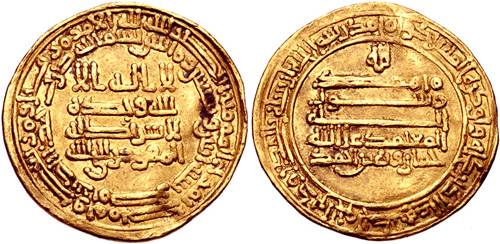
Dinar de ouro de Cumarauai r.

Segundo o dicionário biográfico compilado por Ibne Calicane, Maomé ibne Tugueje nasceu em Bagdá em 8 de fevereiro de 882, na rua que dirigia-se para a Porta de Cufa. Sua família originou-se no vale de Fergana em Transoxiana e reclamou descendência real; o nome de seu ancestral, "grão-cã" (cagã) é um título real túrquico. Seu avô Jufe deixou Fergana e entrou em serviço na corte abássida em Samarra como fez o pai de ibne Tulune, o fundador da dinastia tulúnida. Jufe e seu filho, Tugueje, o pai de Maomé, serviu os abássidas, mas Tugueje mais tarde entrou em serviço dos tulúnidas, que desde 868 tornaram-se governantes autônomos do Egito e Síria. Tugueje serviu os tulúnidas como governador de Tiberíades, Alepo (capital do distrito de Quinacerim) e Damasco. Ele desempenhou um grande papel em repelir o ataque carmata contra Damasco em 903; embora derrotado em batalha, ele reteve a cidade contra os carmatas por sete meses até, com a chegada de reforços do Egito, os carmatas foram expulsos. Assim, Maomé ibne Tugueje gastou grande parte de sua infância no Levante tulúnida ao lado de seu pai, adquirindo suas primeiras experiências na administração — ele serviu como subgovernador de seu pai em Tiberíades — e guerra.
Após a morte do filho de ibne Tulune, Cumarauai, em 896, o Estado Tulúnida rapidamente começou a colapsar internamente, e falhou em criar séria resistência quando os abássidas moveram-se para restabelecer controle direto sobre a Síria e Egito em 905. Tugueje derrotou os abássidas invasores sob Maomé ibne Solimão Alcatibe e foi nomeado governador de Alepo em troca; Maomé Alcatibe caiu vítimas das intrigas cortesãs logo depois, e Tugueje junto com seus filhos Maomé e Ubaide Alá foram presos em Bagdá. Tugueje morreu na prisão em 906, e os irmãos foram libertados logo depois. Os filhos de Tugueje participaram no golpe palaciano que tentou depor o novo califa, Almoctadir (r. 908–932), em favor do mais velho Abedalá ibne Almutaz em dezembro de 908. Embora a tentativa falhou, Maomé ibne Tugueje e seu irmão foram capazes de vingar-se por sua prisão no vizir Alabas ibne Haçane de Jarjaraia, que eles derrubaram com ajuda de Huceine ibne Hamadã. Após o fracasso do golpe, os três fugiram: ibne Hamadã retornaram para sua nativa Mesopotâmia Superior e Ubaide Alá fugiu para oeste para Iúçufe ibne Abi Alçaje, enquanto Maomé fugiu para a Síria.

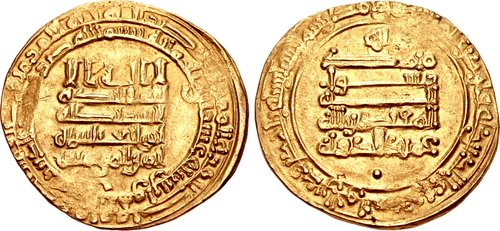
Dinar de ouro de Almoctadir r.

Na Síria, Maomé ibne Tugueje entrou em serviço do supervisor dos impostos das províncias locais, Abu Alabás Albistã. Ele logo seguiu seu novo mestre para o Egito, e após a morte de Albistã em junho de 910, ele continuou a servir o filho do último. Posteriormente, ganhou a atenção do governador local, Taquim, o Cazar, que enviou-o para governar as terras além do rio Jordão, com sua sede em Amã. Em 918, ele resgatou uma caravana haje, na qual estava uma das damas-de-espera da mãe de Almoctadir, de invasores beduínos, melhorando assim sua posição na corte abássida. Dois anos depois, ibne Tugueje ganhou um patrão influente quando brevemente serviu sob o poderoso comandante-em-chefe abássida, Munis Almuzafar, quando ele veio a ajudar a defender o Egito duma invasão fatímida. Durante a campanha, ibne Tugueje comandou as melhores tropas do exército egípcio. Os dois homens evidentemente estabeleceram um relacionamento e permaneceram em contato depois disso.
Quando Taquim retornou para o Egito como governador em 923, ibne Tugueje juntou-se com ele lá, mas os dois se confrontaram com a recusa de Taquim para dar a ibne Tugueje o posto de governador de Alexandria. Ibne Tugueje escapou da capital Fostate por um ardil, e conseguiu obter para si uma nomeação como governador da Palestina em Bagdá; o incumbente, Arraxidi, abandonou a sede do governador em Ramla para Damasco, cujo governo ele assumiu. Sua fuga, segundo o historiador Jere L. Bacharach, pode indicar que ibne Tugueje comandou uma significativa força militar. Três anos depois, em julho de 931, Maomé ibne Tugueje foi promovido a governador de Damasco, enquanto Arraxidi retornou para Ramla. Estas nomeações foram provavelmente o resultado da relação de ibne Tugueje com Munis Almuzafar, que neste tempo estava no auge de seu poder e influência.

## Tomada do Egito

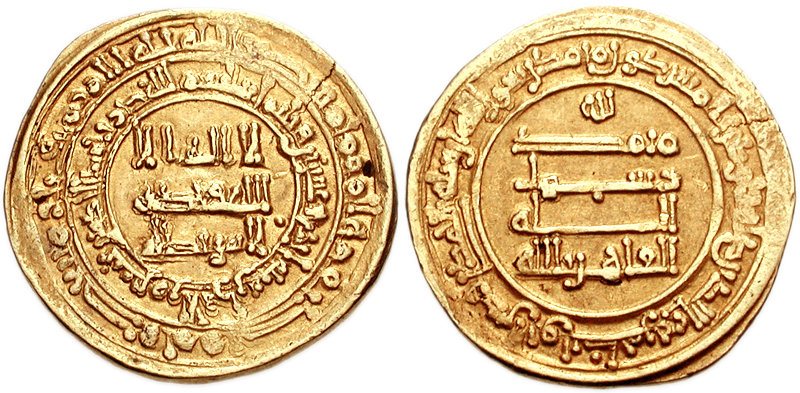
Dinar de ouro de Alcair r.

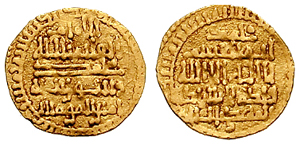
Dinar de ouro de Alcaim Biamir Alá r.

Taquim morreu em março de 933, e seu filho e sucessor nomeado, Maomé, falhou em estabelecer sua autoridade no Egito. Ibne Tugueje foi nomeado como o novo governador em agosto, mas a nomeação foi revogada um mês depois, antes que pudesse alcançar o Egito, e Amade ibne Caigalague foi nomeado em seu lugar. O tempo da reconvocação de ibne Tugueje coincide com a prisão (e subsequente assassinato) de Munis pelo califa Alcair (r. 932–934) em 22 de setembro, sugerindo que a nomeação de ibne Tugueje foi com toda probabilidade também devido a Munis. O fato de que Alcair enviou um eunuco chamado Buxiri para substituir ibne Tugueje em Damasco após a queda de Munis reforça esta visão. Buxiri foi capaz de tomar o governo de Alepo (para o qual também havia sido nomeado), mas ibne Tugueje resistiu a sua substituição, e derrotou e tomou-o prisioneiro. O califa então incumbiu Amade ibne Caigalague com a missão de forçar o acordo de apoio mútuo, confirmando o status quo.
Amade ibne Caigalague logo provou-se incapaz de restaurar a ordem da província cada vez mais turbulenta. Por 935, as tropas estavam rebelando-se pela falta de pagamento, e raides beduínos recomeçaram. Ao mesmo tempo, o filho de Taquim, Maomé, e o administrador fiscal Abu Becre Maomé ibne Ali Almadarai — o herdeiro duma dinastia de burocratas que lidaram com as finanças da província desde o tempo de ibne Tulune e acumularam enorme riqueza — minaram Amade ibne Caigalague e cobiçaram sua posição. Os combates das tropas eclodiram entre os orientais (Maxarica), principalmente soldados turcos, que apoiaram Maomé ibne Taquim, e os ocidentais (Magariba), provavelmente berberes e africanos negros, que apoiaram Amade ibne Caigalague. Com o apoio desta vez do antigo vizir e inspetor-geral das províncias ocidentais Alfadle ibne Jafar ibne Alfurate, cujo filho foi casado com uma das filhas de ibne Tugueje, ibne Tugueje foi novamente nomeado governador do Egito. Não se arriscando, ibne Tugueje organizou uma invasão do país por terra e mar. Embora Amade ibne Caigalague foi capaz de atrasar o avanço do exército, a frota de ibne Tugueje tomou Tênis e o Delta do Nilo e moveu-se para a capital Fostate. Manobrado e derrotado em batalha, Amade ibne Caigalague fugiu para os fatímidas. O vitorioso Maomé ibne Tugueje entrou em Fostate em 26 de agosto de 935.
Com a capital sob seu controle, ibne Tugueje agora confrontou-se com os fatímidas. Os Magariba que recusaram-se a se submeterem a ibne Tugueje fugiram para Alexandria e então para Barca sob a liderança de Habaxi ibne Amade, e convidaram o governante fatímida Alcaim Biamir Alá (r. 934–946) para invadir o Egito com assistência deles. A invasão fatímida conseguiu um sucesso inicial: o exército fatímida sob os berberes cotamas capturou a ilha de Arrauda no Nilo e queimou seu arsenal. Os almirantes de ibne Tugueje, Ali ibne Badre e Bajecã, desertaram para os fatímidas, e Alexandria foi capturada em março de 936. No entanto, em 31 de março, o irmão e ibne Tugueje, Haçane, derrotou as forças fatímidas próximo de Alexandria, expulsando-os da cidade e forçando os fatímidas a novamente retiraram-se do Egito para sua base em Barca. Durante a campanha, ibne Tugueje notadamente proibiu suas tropas de saque, que, segundo J. L. Bacharach, foi indicativo de sua "visão a longo prazo em relação à sua estadia no Egito".

## Governo do Egito

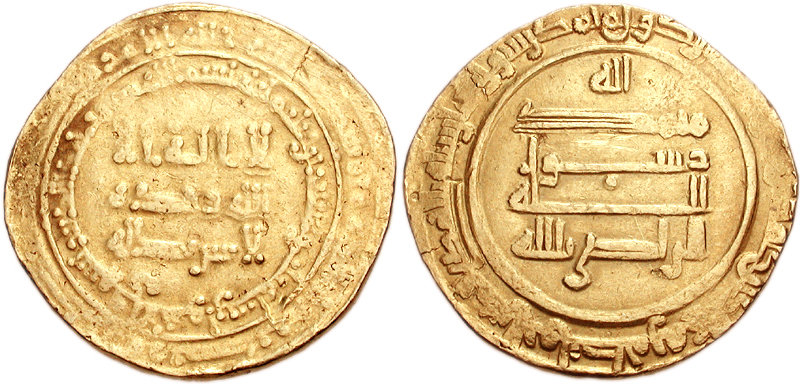
Dinar de ouro de Arradi r.

Escrevendo para o califa Arradi (r. 934–940) em 936, Maomé ibne Tugueje poderia apresentar um registro louvável: a invasão fatímida foi derrotado e as primeiras medidas para melhorar a situação financeira na província foram tomadas. O califa confirmou-o em seu posto e enviou roupões de honra. Como Hugh N. Kennedy escreve, "de alguma forma a ameaça fatímida na verdade ajudou ibne Tugueje", uma vez que, desde que ele apoiou os abássidas, "os califas estavam preparados a dar sua aprovação para seu governo em troca". Sua posição na corte abássida foi suficiente para ele solicitar em 938 seu título honorífico (lacabe) de iquíxida, originalmente mantido pelos reis de sua ancestral Fergana. O califa Arradi deferiu o pedido, embora a aprovação formal foi atrasada até julho de 939. Após receber a confirmação oficial, ibne Tugueje requiriu que ele seria doravante endereçado por seu novo título.
Muito pouco se sabe sobre as políticas domésticas de iquíxida. No entanto, o silêncio das fontes sobre os problemas domésticos durante seu reinado — para além duma revolta xiita menor em 942, que foi rapidamente reprimida — está em contraste gritante com a narrativa habitual de ataques de beduínos, revoltas urbanas sobre os altos preços, ou revoltas militares e dinásticas e intrigas, e indica que ele foi bem-sucedido em restaurar a tranquilidade interna e governo ordeiro do Egito. Segundo o dicionário biográfico de ibne Calicane, ele foi "um príncipe resoluto, exibindo grande providência na guerra, e uma íntima relação com a prosperidade de seu império; ele tratou a classe militar com honra, e governou com habilidade e justiça". Seus rivais em potencial, Maomé ibne Taquim e Almadarai, foram rapidamente vencidos e incorporados na nova administração. O último tentou resistir ao controle de iquíxida em vão, com suas tropas desertando imediatamente, e foi inicialmente preso por iquíxida, apenas para ser libertado em 939. Ele logo recuperou seu estatuto e influência, e brevemente serviu como regente do filho e herdeiro de iquíxida, Unujur, em 946, antes de ser derrubado e preso por um ano. Depois disso, e até sua morte em 957, ele retirou-se para a vida privada. Como os tulúnidas antes dele, iquíxida também tomou particular cuidado para construir uma considerável força militar própria, incluindo soldados escravos africanos negros e turcos.

## Política externa e luta na Síria
Como comandante e governador no Egito, iquíxida foi um homem paciente e cauteloso. Ele alcançou seus objetivos tanto pela diplomacia e laços com personagens poderosos no regime de Bagdá como pela força, e mesmo então tentou evitar o conflito direto sempre que possível. Seu conflito com Amade ibne Caigalague foi indicativo de sua abordagem: em vez dum confronto direto, a trégua entre os dois deu a iquíxida o tempo para reconhecer a situação no Egito antes de agir. Embora seguindo os passos de ibne Tulune, suas ambições foram mais modestas e seus objetivos mais práticos, como tornou-se praticamente evidente em suas políticas para a Síria e o resto do califado. Historicamente, a posse da Síria, e particularmente da Palestina, foi um objetivo da política externa para muitos governantes do Egito, para bloquear a rota de invasão mais provável para o país. Ibne Tulune antes e Saladino depois foram dois exemplos típicos de governantes egípcios que gastaram muito de seus reinados para assegurar o controle da Síria, e de fato utilizaram o Egito principalmente como fonte de renda e recursos para realizar este objetivo. iquíxida diferiu deles; Bacharach descreve-o como um "realista cauteloso e conservador". Seus objetivos foram limitados, mas claros: sua principal preocupação era o Egito propriamente e o estabelecimento de sua família como uma dinastia hereditária sobre ele, enquanto a Síria permaneceu um objetivo secundário. Ao contrário de outros fortes militares da época, ele teve nenhuma intenção de entrar no conflito para controlar Bagdá e o governo califal através do ofício todo poderoso de emir de emires; de fato, quando o califa Almostacfi (r. 944–946) ofereceu-lhe o posto, ele declinou.

### Conflito com ibne Raique

Síria abássida (Bilade Xame) no século IX

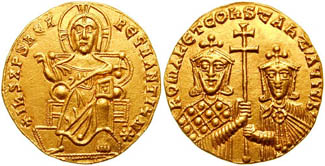
Soldo de r. e r.

Após a expulsão dos fatímidas do Egito, iquíxida fez suas tropas ocuparem toda a Síria até Alepo, aliando-se, como ibne Tulune havia feito, com a tribo local dos quilabitas para fortalecer seu controle sobre o norte da Síria. Como governador da Síria, seu mandato estendeu-se para as fronteiras (tugur) com o Império Bizantino na Cilícia. Assim, em 936/7 ou 937/8 (mais provavelmente no outono de 937), ele recebeu uma embaixada do imperador bizantino Romano I Lecapeno (r. 920–944) para organizar uma troca de prisioneiros. Embora realizada em nome do califa Arradi, foi uma honra especial e um reconhecimento explícito da autonomia de iquíxida, uma vez que a correspondência e negociações para esses eventos foram normalmente dirigidas ao califa ao invés dos governadores provinciais. A troca ocorreu no outono de 938, resultando na libertação de 6 300 muçulmanos para um número equivalente de prisioneiros bizantinos. Como os bizantinos mantinham 800 prisioneiros a mais que os muçulmanos, estes tiveram que ser resgatados e foram gradualmente libertados nos seis meses seguintes.
Enquanto o emir de emires ibne Raique estava em poder em Bagdá (936–938) com o antigo amigo de iquíxida, Alfadle ibne Jafar ibne Alfurate, como vizir, as relações com Bagdá foram boas. Após a substituição de ibne Raique pelo turco Bajecã, contudo, ibne Raique recebeu uma nomeação do califa para o governo da Síria e em 939 marchou para oeste para reclamá-lo das forças de iquíxida. A nomeação de ibne Raique enfureceu iquíxida, que enviou um emissário para Bagdá para resolver a situação. Lá, Bajecã informou-o que o califa poderia nomear quem ele escolhesse, mas que em última análise não importaria: foi a força militar que determinou quem era governador da Síria e mesmo do Egito, não apenas a nomeação dum califa marionete. Se ibne Raique ou iquíxida emergisse vitorioso do conflito, a confirmação califal chegaria logo. iquíxida ficou mais enfurecido com a resposta, e relatadamente por algum tempo até ameaçou dar uma de suas filhas para o califa fatímida Alcaim e teria cunhado moedas e lido a oração da sexta-feira em seu nome ao invés do califa abássida, até os abássidas formalmente reconfirmarem sua posição. Os fatímidas estavam por sua vez preocupados com a revolta de Abu Iázide neste momento.
De Raca, as tropas de ibne Raique rapidamente tomaram controle dos distritos ao norte da Síria, onde o irmão de iquíxida, Ubaide Alá, foi governador, enquanto as forças egípcias retiraram-se para o sul. Cerca de outubro ou novembro, os homens de ibne Raique alcançaram Ramla e moveram-se para o Sinai. iquíxida liderou seu exército contra ibne Raique, mas após um curto combate em Farama, os dois chegaram a um acordo, dividindo a Síria entre eles: as áreas de Ramla ao sul estariam sob iquíxida, e as áreas ao norte sob ibne Raique. Em maio ou junho de 940, contudo, iquíxida soube que ibne Raique novamente moveu-se contra Ramla. Mais uma vez, o governante egípcio liderou seu exército em batalha. Embora derrotado em Alarixe, iquíxida foi capaz de reagrupar suas tropas e emboscar ibne Raique, evitando que ele entrasse no Egito e forçou-o a retirar-se para Damasco. iquíxida enviou seu irmão, Abonacer Huceine, com outro exército contra ibne Raique, mas ele foi derrotado e morto em Lajjun. Apesar da vitória, ibne Raique optou pela paz: deu a Abonacer um enterro honorável e enviou seu filho, Muzaim, como emissário para o Egito. Fiel à sua estratégia política, iquíxida aceitou O acordo viu a restauração do status quo territorial do ano anterior, mas com iquíxida pagando um tributo anual de 140 000 dinares de ouro. O acordo foi cimentado pelo casamento de Muzaim com Fátima, filha de iquíxida.

### Conflito com os hamadânidas

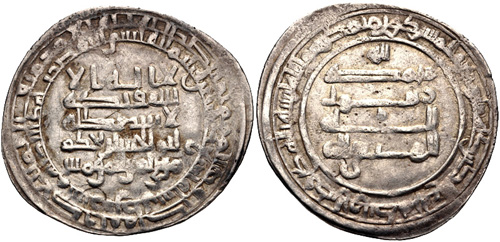
Dirrã de prata de 329 A.H. (940/941), com os nomes do califa Almutaqui r. e Bajecã

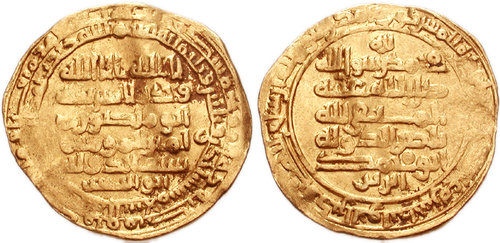
Dinar de ouro de Nácer Adaulá e Ceife Adaulá r.

A paz não durou muito, pois o tumulto político em Bagdá continuou. Em setembro de 941, ibne Raique assumiu novamente o posto de emir de emires por convite do califa Almutaqui (r. 940–944), mas ele não era tão poderoso quanto antes. Incapaz de parar o avanço de outro poderoso, Abu Huceine Albaridi de Baçorá, ibne Raique e o califa foram forçados a abandonar Bagdá e procurar ajuda do governante hamadânida de Moçul. O último logo assassinou ibne Raique (abril de 942) e sucedeu-o como emir de emires com o lacabe de Nácer Adaulá. Iquíxida utilizou a oportunidade para recuperar a Síria, unindo suas forças em pessoas em junho de 942, e aventurando-se tão longe quanto Damasco, antes de retornar para o Egito em janeiro de 943. Os hamadânidas também reivindicação a posse da Síria no mesmo período, mas as fontes não registram detalhes de suas expedições ali. A posição de Nácer Adaulá como emir de emires também provou ser fraca, e em junho de 943 ele foi deposto pelo general turco Tuzum. Em outubro, o califa Almutaqui, temendo que Tuzum pretendia substituí-lo, fugiu da capital e procurou refúgio com os hamadânidas. Embora Nácer Adaulá e seu irmão Ceife Adaulá protegeram o califa, eles também não confrontaram as tropas de Tuzum, e em maio de 944 eles alcançaram um acordo que cedeu a Mesopotâmia Superior e norte da Síria para os hamadânidas em troca do reconhecimento da posição de Tuzum no Iraque. Nácer Adaulá enviou seu primo Huceine ibne Saíde para assumir as províncias sírias concedidas a ele no acordo. As forças iquíxidas desertaram ou retiraram-se, e Huceine rapidamente tomou os distritos de Quinacerim e Homs.
No meio tempo, Almutaqui e Ceife Adaulá fugiram para Raca diante do avanço de Tuzum, mas o primeiro, ao suspeitar dos hamadânidas, escreveu para iquíxida (talvez tão cedo quanto o inverno de 943), solicitando ajuda. O último imediatamente respondeu enviando um exército para a Síria. As guarnições hamadânidas retiraram-se diante dele, e em setembro de 944, iquíxida alcançou Raca. Desconfiando dos hamadânidas dado seu tratamento de ibne Raique, esperou até Ceife Adaulá sair da cidade antes de entrá-la para encontrar-se com o califa. Iquíxida tentou sem sucesso persuadir Almutaqui a ir para o Egito, ou ao menos ficar em Raca, enquanto o califa tentou persuadir iquíxida a marchar contra Tuzum, o que o último recusou. O encontro não foi inteiramente infrutífero, pois iquíxida assegurou um acordo que virtualmente repetiu os termos dum acordo similar entre o tulúnida Cumarauai e o califa Almutâmide em 886. O califa reconheceu a autoridade de iquíxida no Egito, Síria (com o tugur), e o Hejaz (levando consigo a tutela de prestígio das cidades sagradas de Meca e Medina), por um período de 30 anos, com o direito de sucessão hereditária para os filhos de iquíxida. Isso desenvolvimento já havia sido antecipado por iquíxida no ano anterior, quando nomeou seu filho Unujur como seu regente durante suas ausências do Egito, embora Unujur ainda não era adulto, e requiriu um juramente de aliança (baia) ser jurado a ele. No entanto, como Michael Brett comenta, os territórios conferidos foram "bençãos mistas", pois as cidades sagradas estavam expostas aos raides carmatas, enquanto as marcas do tugur estavam consideravelmente ameaçadas pelo Império Bizantino, e Alepo (com o norte da Síria) foi cooptada pelos hamadânidas.
Como aconteceu Almutaqui foi persuadido pelos emissários de Tuzum, que protestou sua lealdade, a retornar para o Iraque, apenas para ser capturado, cegado e deposto em 12 de outubro e substituído por Almostacfi. Almostacfi reconfirmou o governo de iquíxida, mas por esta época foi um gesto vazio. Segundo J. L. Bacharach, embora o historiador do século XIII ibne Saíde Almagribi relata que iquíxida imediatamente tomou o baia e leu a oração da sexta feira em nome do novo califa, com base na evidência numismática disponível, ele parece ter atrasado o reconhecimento de Almostacfi e seu sucessor instalado pelos buídas, Almuti (r. 946–974), por vários meses ao refrear a inclusão deles em sua cunhagem, num ato que foi uma afirmação deliberada e clara de sua independência de facto de Bagdá. Esta independência foi também reconhecida por outros; o contemporâneo Sobre as Cerimônias registra que na correspondência da corte bizantina, ao "emir do Egito" foi concedido uma bula dourada que valia quatro soldos, o mesmo que o califa em Bagdá.

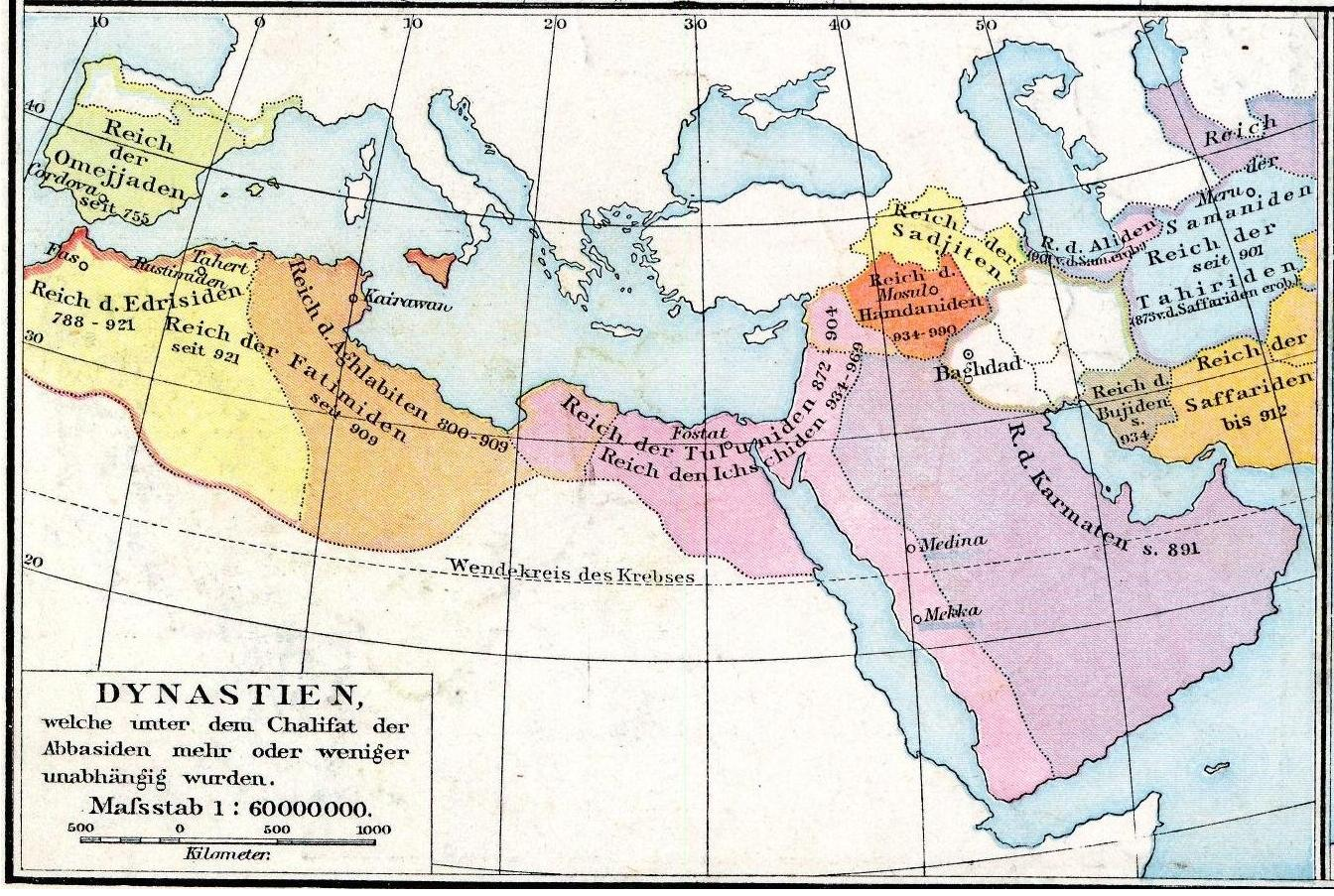
Fragmentação do Califado Abássida nos séculos IX e X

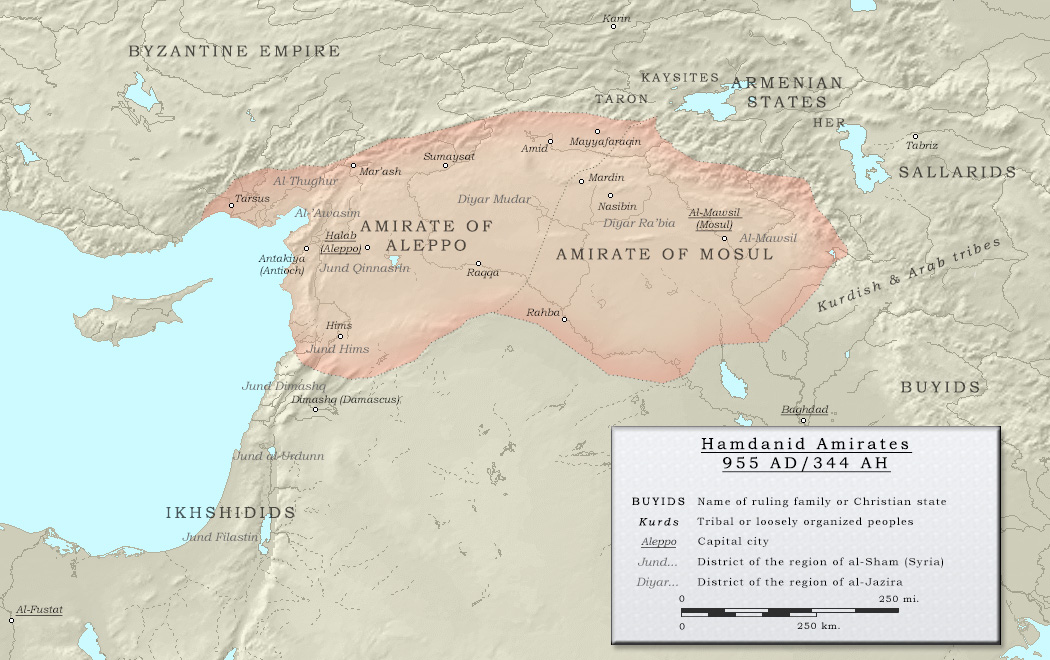
Territórios hamadânidas em 955

Após seu encontro com Almutaqui, iquíxida retornou para o Egito, deixando o campo aberto para o ambicioso Ceife Adaulá. As forças iquíxidas deixadas na Síria eram relativamente fracas, e o líder hamadânida, tendo adquirido apoio dos quilabitas, teve pouca dificuldade em capturar Alepo em 29 de outubro de 944. Ele então começou a estender seu controle sobre as províncias do norte da Síria em direção a Hims. Iquíxida enviou um exército sob os eunucos Abul Misque Cafur e Fatique contra o hamadânida, mas foi derrotado próximo de Hama e retirou-se para o Egito, abandonando Damasco e Palestina para os hamadânidas. Iquíxida foi então forçado a novamente fazer campanha em pessoa em abril de 945, mas ao mesmo tempo enviou emissários propondo a Ceife Adaulá um acordo na mesma linha daquele com ibne Raique: o príncipe hamadânida reteria o norte da Síria, enquanto iquíxida pagar-lhe-ia um tributo anual pela posse da Palestina e Damasco. Ceife Adaulá recusou e relatadamente alardeou que conquistaria o Egito, mas iquíxida reteve a dianteira: seus agentes conseguiram comprar vários líderes hamadânidas, e ele conseguiu persuadir os damascenos, que fecharam seus portões diante do hamadânida e abriram-nos para iquíxida. os dois exércitos encontraram-se perto de Quinacerim em maio, onde os hamadânidas foram derrotados. Ceife Adaulá fugiu para Raca, deixando sua capital Alepo para ser capturada por iquíxida.
No entanto, em outubro os dois lados chegaram a um acordo, largamente semelhante à proposta iquíxida anterior: iquíxida reconheceu o controle hamadânida sobre o norte da Síria, e mesmo consentiu o envio dum tributo anual em troca da renúncia de Ceife Adaulá de todas as suas reivindicações sobre Damasco. O governante hamadânida também casou-se com uma das filhas ou sobrinhas de iquíxida. Para iquíxida a manutenção de Alepo foi menos importante que o sul da Síria e Damasco, que eram o baluarte oriental do Egito. Desde que estes permaneceram sob seu controle, estava mais que disposta a consentir a existência dum Estado hamadânida no norte. O governante egípcio sabia que ele teria dificuldade em estabelecer e manter controle sobre o norte da Síria e Cilícia, que tradicionalmente haviam sido mais influenciadas pela Mesopotâmia Superior e Iraque. Ao abandonar suas reivindicações por estas províncias distantes, não apenas teria poupado o Egito do custo da manutenção dum grande exército lá, mas o Emirado hamadânida também desempenharia um importante papel como estado tampão contra incursões do Iraque e um Império Bizantino ressurgente. De fato, por todo o governo de iquíxida e seus sucessores, as relações com os bizantinos foram bastante amigáveis, com a falta duma fronteira comum e a hostilidade comum aos fatímidas garantiu que os interesses dos dois estados não colidissem. Apesar da tentativa de Ceife Adaulá de expandir-se para o sul da Síria após a morte de iquíxida, a fronteira acordada em 945 manteve-se, e mesmo sobreviveu às dinastias, formando a linha divisória entre o norte da Síria influenciado pela Mesopotâmia e a porção sul controlada pelo Egito até os mamelucos tomaram a região inteira em 1260.

## Morte e legado

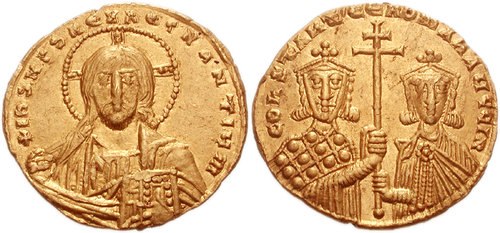
Soldo de Romano II r. e r.

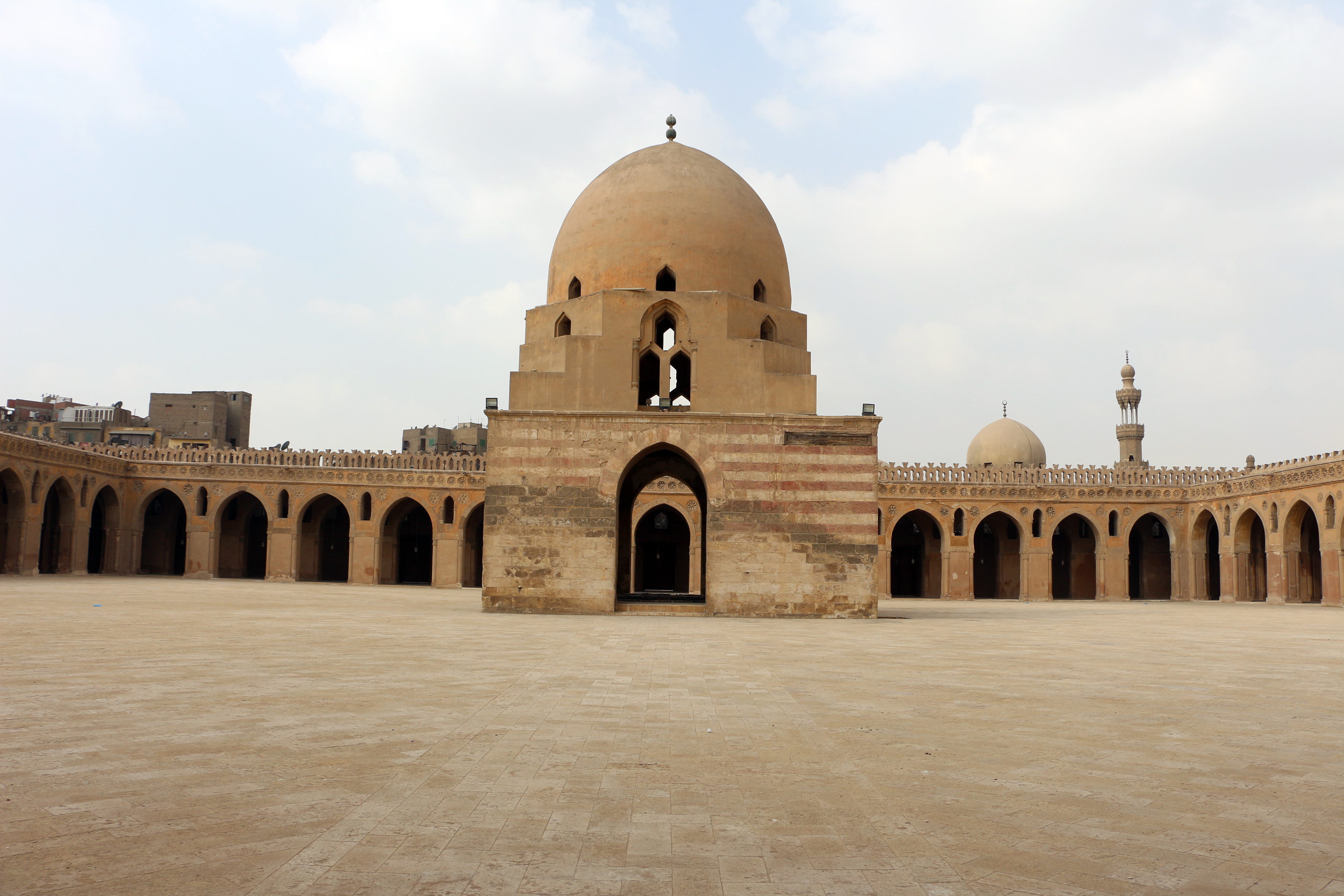
Mesquita de ibne Tulune, no Cairo

Em meados da primavera de 946, iquíxida enviou emissários para os bizantinos para combinar outra troca de prisioneiros (que posteriormente ocorreria sob auspícios de Ceife Adaulá em outubro). O imperador Constantino VII Porfirogênito (r. 913–959) enviou uma embaixada sob João Místico em resposta, que chegou em Damasco em 11 de julho. Em 24 de julho de 946, iquíxida morreu em Damasco. A sucessão de seu filho Unujur foi pacífica e indisputada, devido a influência do poderoso e talentoso comandante-em-chefe, Cafur. Um dos muitos escravos negros africanos recrutados por iquíxida, ele permaneceu o ministro primordial e governante virtual do Egito pelos próximos 22 anos, assumindo poder em seu próprio direito em 966 até sua morte dois anos depois. Encorajado por sua morte, em 969 os fatímidas invadiram e conquistaram o Egito, começando uma nova era na história do país.
Historiadores medievais notaram os muitos paralelos entre iquíxida e seus predecessores tulúnidas, especialmente Cumarauai. Ibne Saíde inclusive relatou que segundo astrólogos egípcios, os dois entraram no Egito no mesmo dia do ano e com a mesma estrela no mesmo ascendente. Houve importantes diferenças, contudo: iquíxida careceu da "extravagância" (Hugh Kennedy) dos tulúnidas. A precaução e limitação autoimposta de iquíxida nos objetivos de sua política externa também permaneceu em claro contraste com seus contemporâneos e outros governantes do Egito que precederam ou seguiram-lhe, o que lhe rendeu uma reputação de extrema cautela, frequentemente mal interpretada como timidez pelos contemporâneos. Ele também foi descrito como menos culto que seu predecessor ibne Tulune, que construiu uma nova capital inteira em Alcatai e uma famosa mesquita, iquíxida não foi patrono de artistas e poetas nem um grande construtor. Segundo o historiador Thierry Bianquis, ele foi descrito pelos cronistas medievais como "um homem colérico e glutão, também perspicaz e inclinado à avareza", mas com uma predileção por riquezas importadas do Oriente, e especialmente perfumes. Seu amor por riquezas do Oriente logo espalhou-se entre as altas classes de Fostate bem como influenciou o estilo e moeda dos produtos egípcios locais, que começaram a imitá-las.